# أوسويغو (إلينوي)
أوسويغو (بالإنجليزية: Oswego village, Illinois) هي قرية تقع بولاية إلينوي في الولايات المتحدة. تبلغ مساحتها 38.93 كم2، وترتفع عن سطح البحر 175.86960000000002 م، بلغ عدد سكانها 30,355 نسمة في عام 2010 حسب إحصاء مكتب تعداد الولايات المتحدة وتصل الكثافة السكانية فيها 779.7 نسمة لكل كيلومتر مربع (2,019.4/ميل2).

## التركيبة السكانية
حدّد مكتب تعداد الولايات المتحدة بيانات التركيبة السكانية لأوسويغو في تعداد الولايات المتحدة. في ما يلي، التركيبة السكانية حسب تعدادي 2000 و2010.

### تعداد عام 2000
بلغ عدد سكان أوسويغو 13,326 نسمة بحسب تعداد عام 2000، وبلغ عدد الأسر 4,476 أسرة وعدد العائلات 3,694 عائلة مقيمة في القرية. في حين سجلت الكثافة السكانية 342.3 نسمة لكل كيلومتر مربع (886.6/ميل2). وبلغ عدد الوحدات السكنية 4,591 وحدة بمتوسط كثافة قدره 117.9 لكل كيلومتر مربع (305.4/ميل2).
وتوزع التركيب العرقي للقرية بنسبة 93.49% من البيض و1.79% من الأمريكيين الأفارقة و0.18% من الأمريكيين الأصليين و1.37% من الأمريكيين ذوي الأصول الآسيوية و0.03% من سكان جزر المحيط الهادئ و1.79% من الأعراق الأخرى و1.34% من عرقين مختلطين أو أكثر و4.99% من الهسبانيون أو اللاتينيون من أي عرق.
بلغ عدد الأسر 4,476 أسرة كانت نسبة 49.3% منها لديها أطفال تحت سن الثامنة عشر تعيش معهم، وبلغت نسبة الأزواج القاطنين مع بعضهم البعض 74% من أصل المجموع الكلي للأسر، ونسبة 6.3% من الأسر كان لديها معيلات من الإناث دون وجود شريك، بينما كانت نسبة 2.2% من الأسر لديها معيلون من الذكور دون وجود شريكة وكانت نسبة 17.5% من غير العائلات. تألفت نسبة 14% من أصل جميع الأسر من عدة أفراد يعيشون في نفس المنزل ونسبة 4.7% كانت تتألف من شخص يعيش بمفرده يبلغ من العمر 65 عاماً أو أكثر. وبلغ متوسط حجم الأسرة المعيشية 2.96، أما متوسط حجم العائلات فبلغ 3.30.
بلغ العمر الوسطي للسكان 32.7 عاماً. وكانت نسبة 31.8% من القاطنين تحت سن الثامنة عشر، وكانت نسبة 5.5% بين الثامنة عشر والرابعة والعشرين عاماً، ونسبة 37% كانت واقعةً في الفئة العمرية ما بين الخامسة والعشرين والرابعة والأربعين عاماً، ونسبة 18.7% كانت ما بين الخامسة والأربعين والرابعة والستين، ونسبة 6.4% كانت ضمن فئة الخامسة والستين عاماً فما فوق. يوجد لكل 100 أنثى 97.0 ذكر، ويوجد لكل 100 أنثى في الثامنة عشر من عمرها فما فوق 92.2 ذكر.
بلغ متوسط دخل الأسرة في القرية 71,502 دولارًا، أما متوسط دخل العائلة فبلغ 75,929 دولارًا. وكان متوسط دخل الذكور 55,580 دولارًا مقابل 32,484 دولارًا للإناث. وسجل دخل الفرد الخاص بالقرية 27,204 دولارًا. وكانت نسبة 1.6% من العائلات ونسبة 2.8% من السكان تحت خط الفقر، وكان من هؤلاء نسبة 4.2% تحت سن الثامنة عشر ونسبة 3.8% في الخامسة والستين من العمر وما فوق.

### تعداد عام 2010
بلغ عدد سكان أوسويغو 30,355 نسمة بحسب تعداد عام 2010، وبلغ عدد الأسر 9,935 أسرة وعدد العائلات 8,027 عائلة مقيمة في القرية. في حين سجلت الكثافة السكانية 779.7 نسمة لكل كيلومتر مربع (2,019.4/ميل2). وبلغ عدد الوحدات السكنية 10,388 وحدة بمتوسط كثافة قدره 266.8 لكل كيلومتر مربع (691.0/ميل2).
وتوزع التركيب العرقي للقرية بنسبة 85.65% من البيض و5.16% من الأمريكيين الأفارقة و0.24% من الأمريكيين الأصليين و3.43% من الأمريكيين ذوي الأصول الآسيوية و0.03% من سكان جزر المحيط الهادئ و3.24% من الأعراق الأخرى و2.24% من عرقين مختلطين أو أكثر و11.71% من الهسبانيون أو اللاتينيون من أي عرق.
بلغ عدد الأسر 9,935 أسرة كانت نسبة 50.3% منها لديها أطفال تحت سن الثامنة عشر تعيش معهم، وبلغت نسبة الأزواج القاطنين مع بعضهم البعض 69.2% من أصل المجموع الكلي للأسر، ونسبة 8.5% من الأسر كان لديها معيلات من الإناث دون وجود شريك، بينما كانت نسبة 3.1% من الأسر لديها معيلون من الذكور دون وجود شريكة وكانت نسبة 19.2% من غير العائلات. تألفت نسبة 15.3% من أصل جميع الأسر من عدة أفراد يعيشون في نفس المنزل ونسبة 4.3% كانت تتألف من شخص يعيش بمفرده يبلغ من العمر 65 عاماً أو أكثر. وبلغ متوسط حجم الأسرة المعيشية 3.05، أما متوسط حجم العائلات فبلغ 3.43.
بلغ العمر الوسطي للسكان 33.9 عاماً. وكانت نسبة 32.6% من القاطنين تحت سن الثامنة عشر، وكانت نسبة 6.3% بين الثامنة عشر والرابعة والعشرين عاماً، ونسبة 32.3% كانت واقعةً في الفئة العمرية ما بين الخامسة والعشرين والرابعة والأربعين عاماً، ونسبة 22% كانت ما بين الخامسة والأربعين والرابعة والستين، ونسبة 6.8% كانت ضمن فئة الخامسة والستين عاماً فما فوق. وتوزع التركيب الجنسي للسكان بنسبة 49.1% ذكور و50.9% إناث.

## وصلات خارجية
- الموقع الرسمي